# Psiząb liliowy
Psiząb liliowy (Erythronium dens-canis L.) – gatunek rośliny z rodziny liliowatych (Liliaceae). Występuje w chłodniejszych rejonach południowej Europy (m.in. na wapiennych terenach Płaskowyżu Murańskiego i Krasu Słowacko-Węgierskiego).

## Morfologia

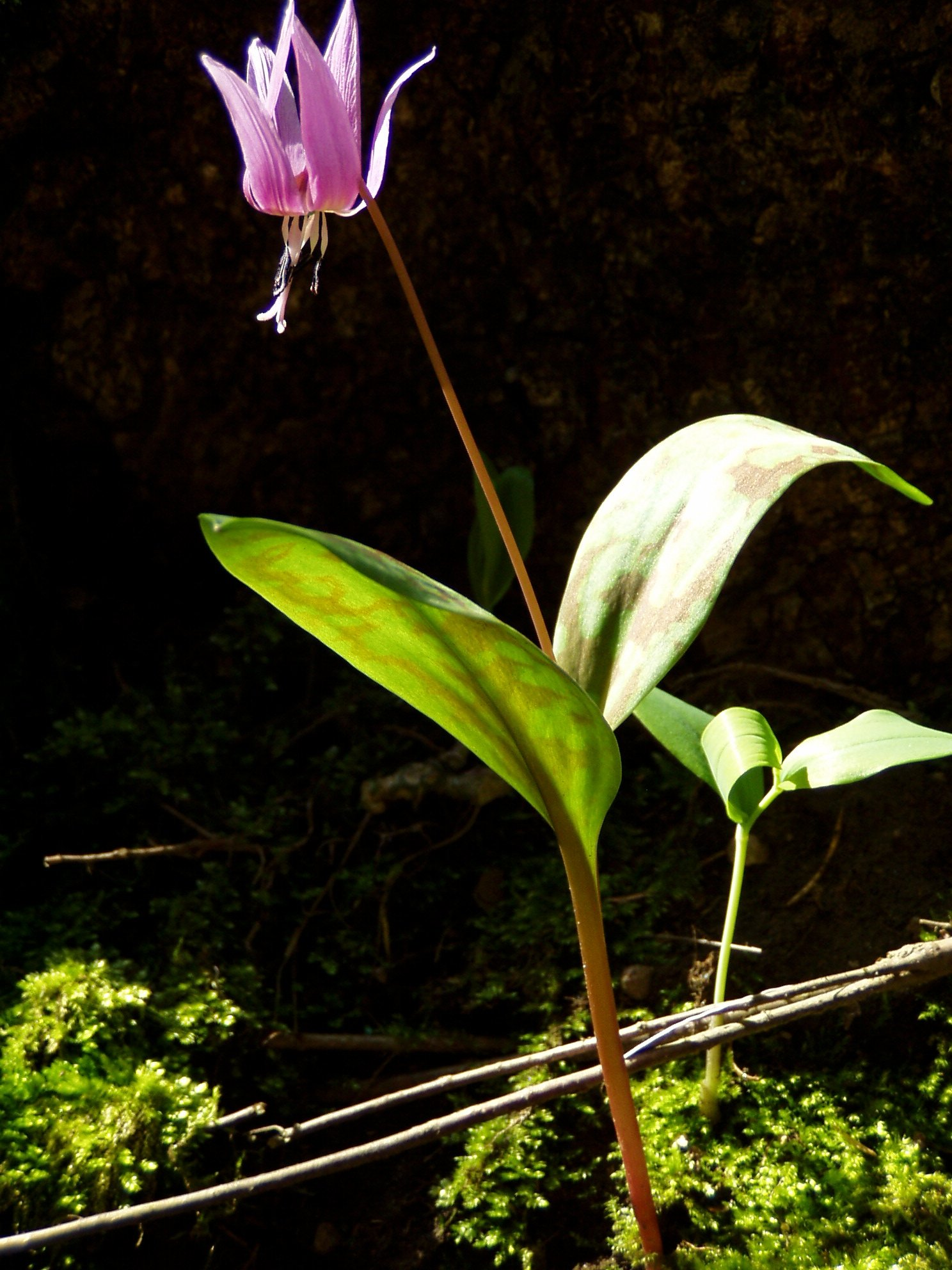
Psiząb w pełni kwitnienia

ŁodygaLekko pochylona, barwy purpurowej, pojedyncza. Wyrasta z podziemnej, wieloletniej cebuli okrytej łuską, mającą kształt psich zębów. Cebula mateczna tworzy cebulki przybyszowe.
LiścieDługości do 15 cm, sinozielone, ozdobione wzorem z purpurowych plamek, lancetowate i całobrzegie, odziomkowe, usychające kilka tygodni po kwitnieniu.
KwiatySześciopłatkowe, barwy liliowej, purpurowej lub białej, rozwijające się na przełomie kwietnia i maja, osadzone na łodydze. Płatki odwinięte do góry.
OwoceTorebka.

## Biologia i ekologia
Rośnie w żyznych i prześwietlonych lasach liściastych, także na trawiastych polanach i cienistych łąkach. W górach do wysokości 1700 m (wyżej u odmian). Wymagania ma podobne jak większość psizębów.

## Zmienność

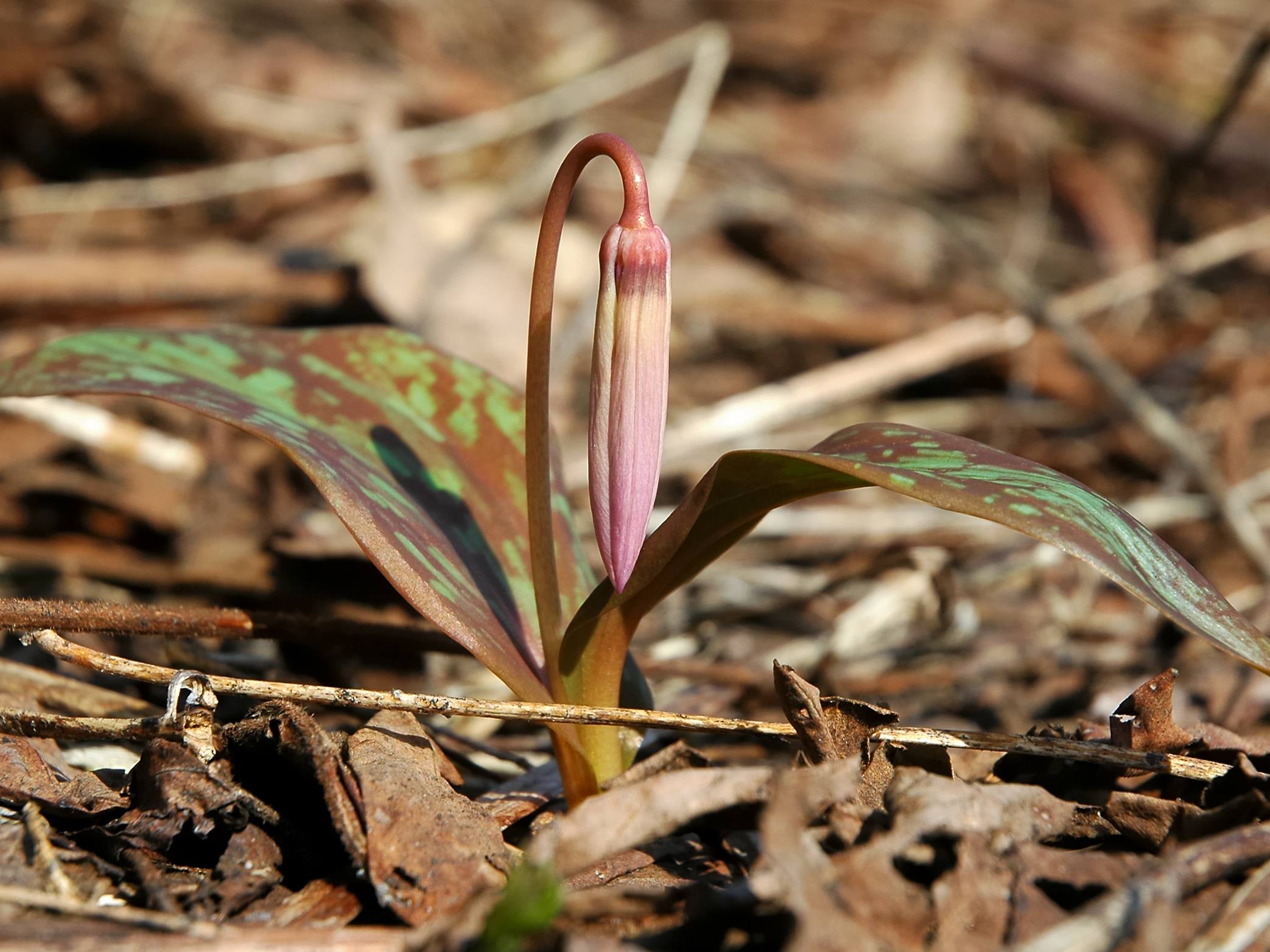
Liście i pąk kwiatowy psizębu liliowego syberyjskiego

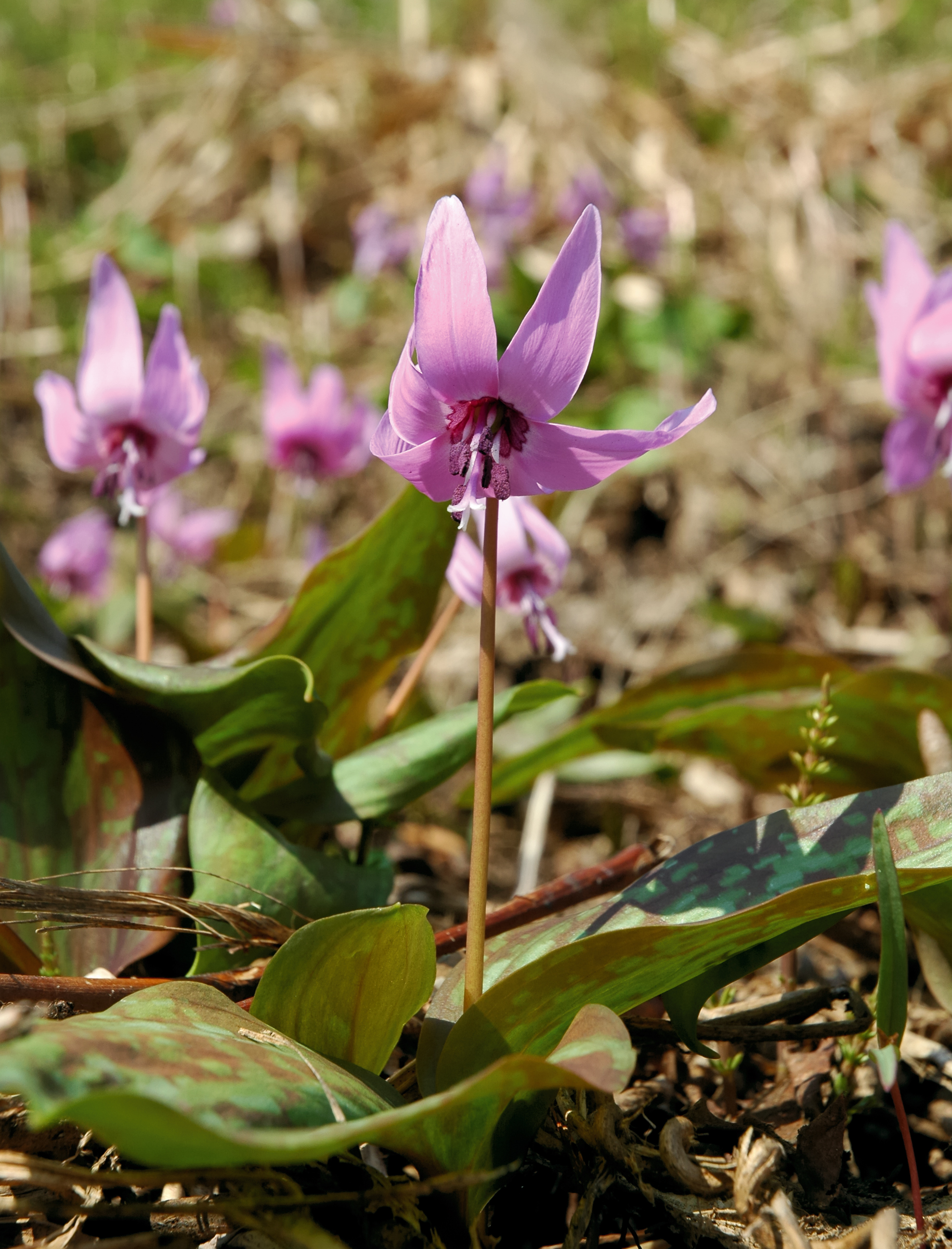
Psiząb liliowy odmiany japońskiej

Gatunek niezbyt zmienny, wyróżnia się następujące odmiany:
- syberyjską (Erythronium dens-canis L. var. sibiricum Fischer & Meyer., Index Sem. (St. Petersburg). 7: 47, 1841) – występuje w północnym Sinciangu na cienistych łąkach i w lasach górskich na wysokości 1100–2500 m. Jest bardzo podobny do typowego psizębu liliowego, posiada jednak ciemniejsze kwiaty (purpurowe lub fioletowe, rzadziej białe) i ciemniejsze liście oraz jaśniejsze (siarkowożółte) pręciki. Uznawany za oddzielny gatunek – psiząb syberyjski (Erythronium sibiricum (Fischer et al.) Krylov, Fl. Sibir. Occid. 3: 641, 1929).
- japońską (Erythronium dens-canis L. var. japonicum Baker, J. Linn. Soc., Bot.; BPH 471. 16, 1874) – występuje w lasach Korei i Japonii (w Chinach – południowy Jilin, Liaoning). Różni się trochę od typowego psizębu liliowego – posiada liście ozdobione marmurkowym wzorem), zielone (czasem purpurowe) łodygi i jaśniejsze kwiaty. Uznawany za oddzielny gatunek – psiząb japoński (Erythronium japonicum Decaisne, Rev. Hort., ser. 4. 3: 284, 1854).

## Ochrona
Na Słowacji roślina objęta prawną ochroną gatunkową, uznana za takson krytycznie zagrożony (CR) (występuje tylko w kilku miejscach w Parkach Narodowych Muránska planina oraz Kras Słowacki).

## Zastosowanie
- Roślina uprawna:
  - Sposób uprawy: wegetatywnie: z cebul. Co roku psiząb liliowy tworzy nowe cebule. We wrześniu rośliny wykopujemy i oddzielamy od cebul matecznych cebulki przybyszowe. Sadzimy je od razu w ziemię sposobem podanym tutaj.
- Sztuka kulinarna: Cebule tego gatunku były gotowane z mlekiem przez nadwołżańskich Kozaków; dodawano je także do rosołu.